# 硝酰氟
硝酰氟（化学式：NO2F）是最常见的硝酰盐之一。它首先由莫瓦桑于1905年制得。

## 性质
硝酰氟与硝酸根离子是等电子体，也为平面结构。通常状态下为无色气体，共价性较强，熔点-166°C，沸点-72.5°C，N-F键长135pm，偶极矩0.47D。ΔHf°(298K)为-80kJ/mol，ΔGf°(298K)为-37.2kJ/mol。溶于氟化氢时，完全离解为直线型的 [NO2]+ 离子。
硝酰氟是很强的氧化剂和氟化剂，同時有很強的硝化性，可以将大部分金属转化为相应的氧化物、氟化物或氟氧化物，也可以与大部分非金属反应，生成硝酰盐，與有機物反應則生成對應的硝基取代物。比如它与金属锌反应时，会生成氧化锌和氟化锌的混合物，而与金属铬反应，则生成铬酰氟（CrO2F2）。
{\displaystyle {\rm {Zn+2NO_{2}F\rightarrow ZnF_{2}+2NO_{2}\,}}}
{\displaystyle {\rm {Zn+NO_{2}\rightarrow ZnO+NO\,}}}
与硼反应，先生成三氟化硼，进一步反应生成氟硼酸硝酰：
{\displaystyle {\rm {B+3NO_{2}F\rightarrow BF_{3}+3NO_{2}\,}}}
{\displaystyle {\rm {NO_{2}F+BF_{3}\rightarrow NO_{2}BF_{4}\,}}}
硝酰氟也可作为 F− 供体。它与三氧化硫反应，可以得到 NO2(SO3F)； 与七氟化碘反应，生成 [NO2]+[IF8]−。此外硝酰氟也可作配体，不过对应的配合物较为罕见。

## 制备
可通过氟气直接对二氧化氮或亚硝酸盐进行氟化制得：
{\displaystyle {\rm {2NO_{2}+F_{2}\rightarrow 2NO_{2}F\,}}}
{\displaystyle {\rm {NaNO_{2}+F_{2}\rightarrow NO_{2}F+NaF\,}}}
也可用三氟化钴为氟化剂，在300°C与二氧化氮反应：
{\displaystyle {\rm {CoF_{3}+NO_{2}\rightarrow NO_{2}F+CoF_{2}\,}}}

## 用途
用作火箭推进剂中的氧化剂。